# 柿本ケンサク
柿本 ケンサク（かきもと けんさく、1982年12月9日 - ）は、映像作家、演出家。
映画、コマーシャルメッセージ、ミュージック・ビデオを中心に、映像作家、演出家、撮影監督として活動する。

## 来歴
2005年、長編映画『COLORS』を制作し、劇場公開として活動をスタート。
2012年、長編映画『UGLY』、『LIGHT UP NIPPON』を公開。
2016年1月、代官山ヒルサイドフォーラムにて写真展『TRANSLATOR』展を開催。同年11月、ART PHOTO TOKYOに参加。映像、写真という境界を越えた活動を広げている。
2017年6月、ニューヨークで初めての写真作品による個展「HYOMEN」をTaka Ishii Gallery New Yorkにて開催。8月、写真集「TRANSLATOR」を発表。

## 受賞歴
2016年のACCグランプリ他、Cannes Lions International Festival of Creativity、One Show Design、London International Awards 、New York Festivals、AD STARS、Spikes Asia、ADFEST、THE Adobe WW Sales Conference Film Festivalなどで数々のAWARDを受賞。日本のみならず欧米、アジアへと活動範囲を広げる。

## 作品

### 映画
【長編映画】
- 「colors」（2006年）[3]
- 「スリーピングフラワー」（2007年）
- 「バームクーヘン」（2008年）
- 「フラレラ」（2010年）
- 「UGLY」（2011年）
- 「LIGHT UP NIPPON」（2012年）
- 「恋する寄生虫」（2021年）

【短編映画】
- 「Otogi Story」かぐや姫（2010年）
- 「薤露青」（2011年）
- 「FUKUSHIMA」（2013年）
- 「ひかりのない」（2014年）
- 「ALL for CINEMA」（2015年）
- 「太陽-TAIYO-」（2022年）[4]

### テレビドラマ
- WOWOWオリジナルドラマ ワンナイト・モーニング（2022年、WOWOW）[5]
- 星新一の不思議な不思議な短編ドラマ「処刑 前・後編」（2022年、NHK）

### 配信ドラマ
- 上下関係（2021年、LINE NEWS VISION）- 監督・撮影[6]
- グラスハート（2025年、Netflix） - 監督[7]

### 広告 TVCM
Apple / TOYOTA / NISSAN / SUBARU / MITSUBISHI MOTORS / 日本コカ・コーラ / SUNTORY / KIRIN / アサヒビール  / 大塚製薬 / 任天堂 / ユニクロ / アンダーアーマー / JR / JRA / Canon / SONY / Panasonic / CASIO / 資生堂 / カネボウ / コーセー / 花王 / Zoff / IKEA / 日清食品 /  明治 / LOTTE / CITIZEN / adidas / Levi's / LARK / AEON / Wacoal / 小泉成器 / P&G（ヴィダル・サスーン） / New Balance / nano・universe

### ミュージック・ビデオ
坂本龍一 / Mr.Children / 桑田佳祐 / スキマスイッチ / RADWIMPS / AI / 平井堅 / 斉藤和義 / 藤巻亮太 / Every Little Thing / 持田香織 / ACIDMAN / 大橋トリオ / BOOM BOOM SATELLITES / 絢香 / 土岐麻子 / VAMPS / tetsu / 鬼束ちひろ / クレイジーケンバンド / フラワーカンパニーズ / flumpool / SPEED / コトリンゴ / 三浦大知 /  卍 LINE / PUSHIM / BUCK-TICK / ONE OK ROCK / sowelu / Lena / 玉木宏 / SEKAI NO OWARI / 若旦那 / 德永英明 / さよなら、また今度ね / 藤川千愛/［TEAYEON］/みゆな/ゲスの極み乙女。/ 焚吐/THE SPELLBOUND / ももいろクローバーZ / L'Arc〜en〜Ciel / 平手友梨奈

### 広告 / 写真
apple / 日本コカ・コーラ / カネボウ / アンダーアーマー / Ray-Ban / CASIO / 明治 / nano・universe / nonnative / Dress33

### ポートレート / 写真
坂本龍一 / 長澤まさみ / 松田龍平 / 窪塚洋介 / 村上淳 / 柴咲コウ / 二階堂ふみ / 斉藤和義 / 藤巻亮太 / クレイジーケンバンド / 大橋トリオ / ACIDMAN / 鬼束ちひろ / Lena / 玉木宏 / 若旦那 / 清水翔太

### 写真集
- 窪塚洋介『IKIRO』（2010年）
- Translator展パンフレット（2016年）
- TRANSLATOR（2017年）

## 個展
- 柿本ケンサク 「TRANSLATOR」展  代官山ヒルサイドフォーラム（2016年）
- 柿本ケンサク 「HYOMEN」展　Taka ishii gallery NY（2017年）
- 柿本ケンサク 「KNOCK」展  Leica gallery Tokyo（2018年）

## グループ展
- FASHION'S NIGHT OUT NOV.5 2011 JAPAN - VOGUE『Kizuna ribon』 （2010年）
- TOYOTA AURIS 〜代官山アートストリート〜 （2012年）
- NOddIN Exhibition （2013年）
- ART PHOTO TOKYO -edition zero （2016年）
- Re:Shrine（2016年）